# Municipio de Firesteel
El municipio de Firesteel (en inglés: Firesteel Township) es un municipio ubicado en el condado de Aurora en el estado estadounidense de Dakota del Sur. En el año 2010 tenía una población de 35 habitantes y una densidad poblacional de 0,37 personas por km².

## Geografía
El municipio de Firesteel se encuentra ubicado en las coordenadas 43°48′29″N 98°30′46″O / 43.80806, -98.51278. Según la Oficina del Censo de los Estados Unidos, el municipio tiene una superficie total de 95.35 km², de la cual 95,22 km² corresponden a tierra firme y (0,14 %) 0,13 km² es agua.

## Demografía
Según el censo de 2010, había 35 personas residiendo en el municipio de Firesteel. La densidad de población era de 0,37 hab./km². De los 35 habitantes, el municipio de Firesteel estaba compuesto por el 100 % blancos. Del total de la población el 0 % eran hispanos o latinos de cualquier raza.